# ハルビン氷祭り

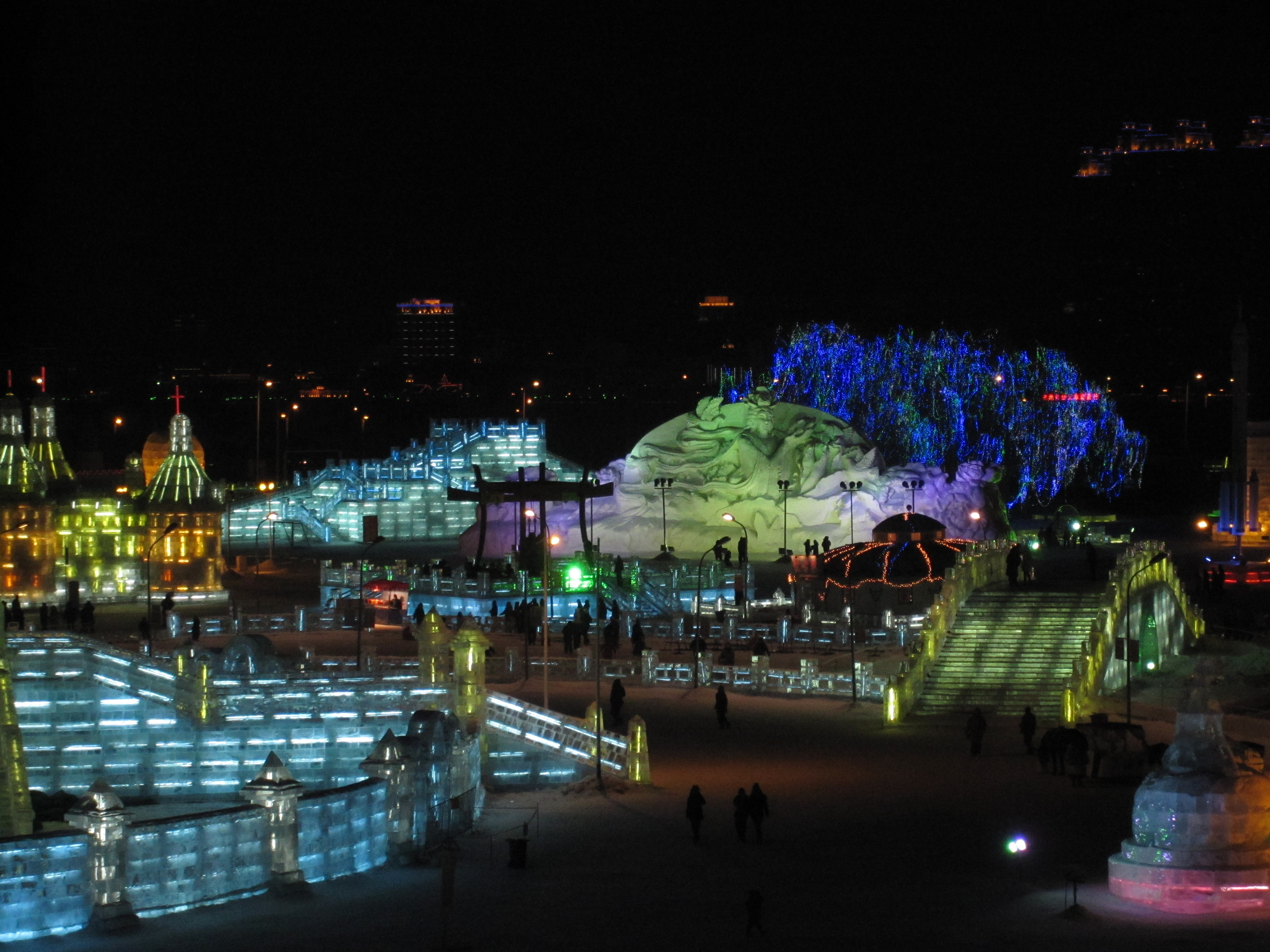
第11回ハルビン氷祭り

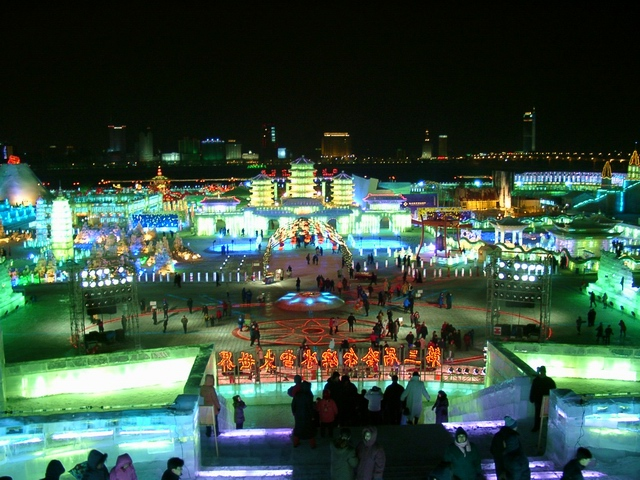
太陽島公園会場の様子

ハルビン氷祭り（ハルビンこおりまつり。中国語: 哈尔滨冰雪大世界）は1985年から始まり、ハルビン市にて毎年1月5日頃から2月末頃まで開催されている祭りである。

## 概要
世界三大雪まつりの一つに数えられる祭りであり、イベント中はハルビン市内至るところに氷の彫刻が並べられる。主な会場は太陽島公園、兆麟公園、そして氷雪大世界の市内3ヶ所である。
ハルビン市の各地の公園を中心に氷彫刻や氷の建造物が展示され色とりどりの蛍光灯やLEDでライトアップされ、ハルビン市内の兆麒公園では国際的な氷彫刻大会も開催される。また、松花河の河川敷では高さ40メートル程の塔を中心に大規模な建造物が展示される。氷は松花河より切り出した天然の氷を使用する。
正式開催は1月であるが、12月末には見学が可能である。

### 偽キャラクターによるパレード
2010年1月に開催された祭典では、ディズニーキャラクター（ミッキーマウス、ドナルドダック、プーさんなど）、スポンジ・ボブや、日本アニメ（ドラえもん、ポケモン、ウルトラマン、鉄腕アトム、クレヨンしんちゃんなど）などの偽キャラクターが次々と姿を現し、パレードが開催された。

## ギャラリー
いずれも2010年開催の祭りの様子。